# Ambroise Oyongo
Ambroise Oyongo Bitolo (Ndikiniméki, 1991. június 22. –) kameruni válogatott labdarúgó, a Montpellier játékosa.

## Sikerei, díjai

### Klub
Coton Sport
- Kameruni bajnok (3): 2010, 2011, 2013

### Válogatott
- Kamerun
  - Afrikai nemzetek kupája: 2017